# 스티브 부세미
스티브 부세미(Steve Buscemi, 1957년 12월 13일 ~ )는 미국의 배우, 영화 감독이다. 1980년부터 1984년까지 뉴욕 소방국에서 근무했으며, 이후 1984년 영화 'The Way It Is'으로 배우로 데뷔했다. 보드워크 엠파이어로 2011년 제17회 미국배우조합상 드라마 부문 남우주연상과 제68회 골든글로브 시상식 TV드라마 부문 남우주연상을 수상했다.

## 출연 작품
- 파고
- 콘에어
- 아마게돈
- 스파이 키드 2: 잃어버린 꿈들의 섬
- 빅대디
- 파이널 판타지
- 웨딩 싱어
- 저수지의 개들
- 위대한 레보스키
- 소프라노스
- 보드워크 엠파이어
- 망각의 삶
- 허드서커 대리인
- 데스페라도
- 빅 피쉬 - 노더 윈슬로우 역
- 보스 베이비
- 판타스틱 소녀백서
- 린 온 피트 - 델 역
- 스탈린이 죽었다! - 니키타 흐루쇼프 역
- 오펜하이머 스트레트지
- 몬스터 호텔 3 - 웨인 역 (목소리)
- 낸시
- 보스 베이비 - 프랜시스 역 (목소리)
- 웨딩 위크
- 데드 돈 다이 - 프랭크 밀러 역
- 휴비의 핼러윈
- 트랜스포머 ONE - 스타스크림 역 (목소리)